# Diaspora (软件)
Diaspora（现在常写作 diaspora*，之前常写作 DIASPORA*）是一款用于提供分散式社交网络的自由的个人网络服务器软件 。
安装了这款软件的节点（在本软件中被称为“pods”）组成了 Diaspora 社交网络。
本项目的创建者是纽约大学的科朗数学研究所的四个学生，Dan Grippi、Maxwell Salzberg、Raphael Sofaer和伊利亚·朱托米尔斯基。这个开发小组曾通过 Kickstarter 进行众筹得到200,000美元。首个开发者alpha版本在 2010年十一月23日发行。

## 概念
Diaspora 被设计成保护隐私问题的软件。它允许用户建立自己的服务器（在本软件中称为"pod"）来管理和存储自己的讯息，而 pod 又可以交互以传达他们的状态、图像和其他社交信息。 
用户也可以在传统的 Web服务器、云主机、ISP 或者是他的朋友处存储和管理信息。此软件是使用 Ruby on Rails 编写的自由软件，并可以被外部开发者测试。
Diaspora 软件设计的关键点是它应当能够成为一个可以方便地载入 Facebook、Tumblr 和 Twitter 上的讯息“社交集合器”("social aggregator")。《乡村之声》的撰稿人尼克·平托 (Nick Pinto) 说：“此想法减低了进入此社交网络的障碍，而且伴随着你进入这个网络的朋友增多，你就不再需要往互访问 Diaspora 和 Facebook。进而你就可以无拘无束地安全地进行交流，而且不用提防在暗中盯着你的扎克伯格和他的商业伙伴。”

## 开发

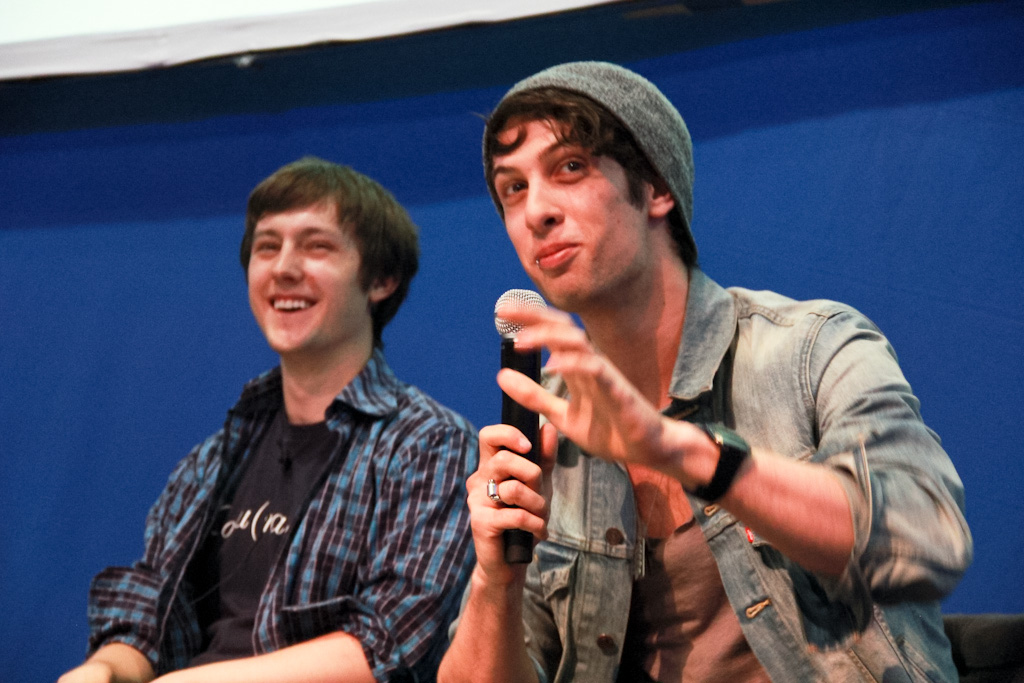
伊利亚·朱托米尔斯基 和 Daniel Grippi (2011)

在项目通过 Kickstarter 酬得200,000美金之后，开发小组开始了软件的开发。
一个有着很多安全漏洞的开发者预览版在2010年9月15日发行了，
11月23日，他们公开了一个重新设计的网站以备 Alpha 版本的发行，此时旧网站仍旧可用，但新版本修复了许多漏洞。
当它的建立完成之后，Diaspora 的开发者准备关注创建一个“插件模式的电池”("battery of add-on modules")，以促进各种方式的交流，并且还计划Diaspora的种子提供一个付费的网络托管。
开发被转到了加利福尼亚州旧金山的枢纽试验室免费办公空间。早期的 alpha 版本有很多 Bug 和安全问题，但是对这个软件的反馈很快的促进了这个问题的解决。
此软件的 Beta 版本原计划在2011年11月发行，但是因为新特性的加入和朱托米尔斯基的死亡延迟了。
在2012年2月，开发者声称他们完成了这个软件的后台开发，并使它的上线时间和网站响应时间有所改善。
下一阶段的工作是改善用于界面和改变用语，从而使用户对本软件真的感兴趣。开发者期待能够在2012年底进入 Beta 阶段。
在2012年5月，开发者正在筹备让用户对于贴子有更多的个性化选项，并允许用户发送不同的媒体（包括文本、照片和影音）以表达个人的情感。
开发者感觉在贴子中允许个人的创造可以让 Diaspora 在它的竞争者中脱颖而出。
2012年6月，开发团队按计划搬迁到加利福尼亚州的山景城，并加入 Y Combinator 的创业孵化器。
2012年8月，开发者的工作中心转移到了建立 makr.io（在 yCombinatir 里的项目的一部分）上。
2012年8月，Diaspora 的创建者通告说，他们会让社区接管这个项目，虽然他们说他们仍旧会参与开发，但是会做更少的事情。
之后，项目被由伊本·莫格林和软件自由法律中心发起的自由软件支持网络 (Free Software Support Network, FSSN) 接管，并成为它的的一部分。在 Diaspora 的开发和管理它的商标、经济以及法律问题上，FSSN 就像一个伞式组织。
2012年10月，项目释放了它的首个社区释放版本（0.0.1.0）。此时，开发被转向了开发版的分支，并保留标准版的主要分支。
另外，软件对的 Linux 和其他操作系统的分散式操作影响也正在起步。

## 接受
为高等教育纪事报写作的康拉德·劳森 (Konrad Lawson)说，在2011年11月 Diaspora 就可以作为协同工作的软件的选择了。